# Vigias

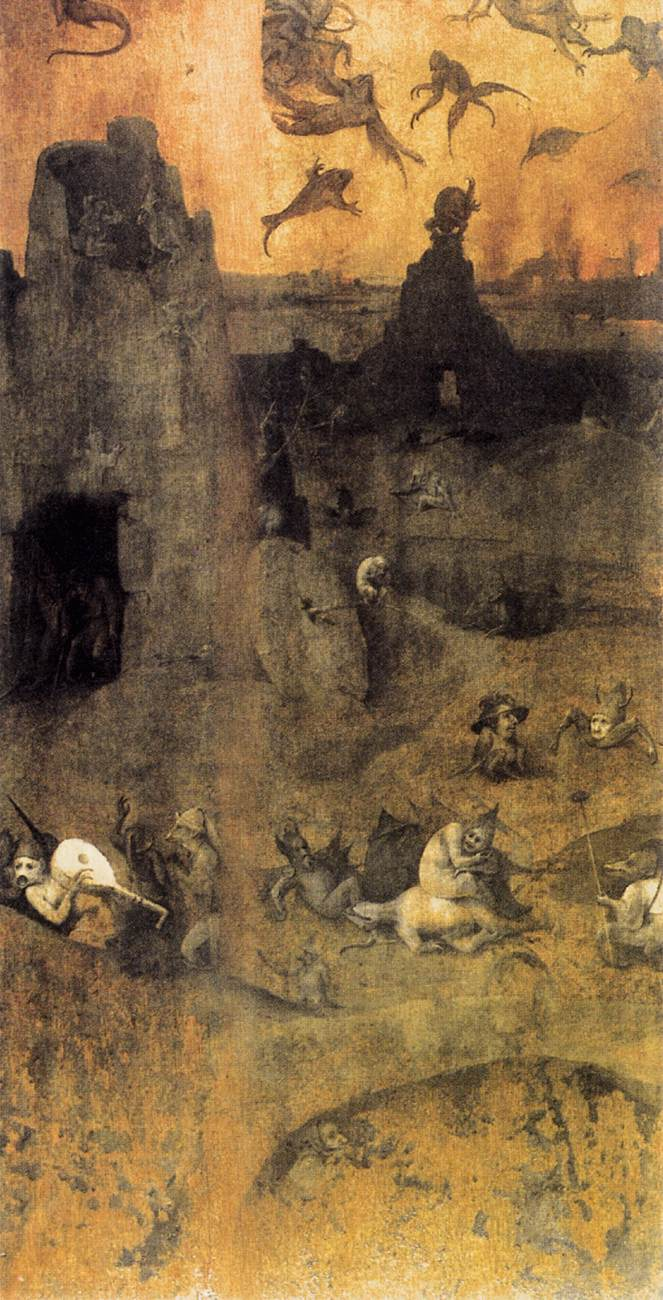
Hieronymus Bosch - A Queda dos Anjos Rebeldes (anverso)

Vigias ou Vigilantes eram assim chamados os anjos descritos nos livros apócrifos de Enoque.
Estão divididos em dois grupos: os Santos vigias e os "grigori" que são os Vigilantes.
Os Grigori ou Vigilantes é como são chamados os 200 anjos que abandonaram sua habitação original no céu e desceram à terra e se misturaram com as filhas dos homens.
Enoch 15:1 "Então dirigindo-se para mim, Ele falou e disse: Ouve, não se atemorize, justo Enoque, tu escriba da retidão: aproxima-te para cá, e ouve a minha voz. Vai, dize às Sentinelas do céu, a quem te enviei para rogar por eles;tu deves rogar pelos homens, e não os homens por ti. 2: Portanto, deves abandonar o sublime e santo céu, o qual permanece para sempre; deitastes com mulheres; vos corrompestes com as filhas dos homens; tomaste-a para ti esposas; agistes igual aos filhos da terra, e gerastes uma ímpia descendência."
Segundo Enoch 7:9 os líderes destes anjos seriam: Samyaza, que era o seu principal, Urakabarameel, Akibeel, Tamiel, Gadreel, Ramuel, Danel, Azkeel, Saraknyal, Asael, Armers, Batraal, Anane, Zavebe, Samsaveel, Ertael, Turel, Yomyael, Azazyel (Também conhecido como Azazel). Estes eram os perfeitos de 200 anjos, e o conhecimento estava com eles.

## A Historia dos Santos Vigias
No Monte Hérmon que significa o monte do acordo/aliança os 200 principais Grigori "olharam as filhas dos homens e acharam que estas eram agradáveis aos seus olhos as desejaram." Neste lugar eles fizeram um acordo entre eles. Todos eles sairiam e tomariam para si as filhas dos homens, todas as que desejassem, e se fossem punidos por isso, todos aceitariam o castigo por igual.
Enoch 7:3 - "Então seu líder Samyaza disse-lhes: Eu temo que talvez possais indispor-vos na realização deste empreendimento.
4: E que só eu sofrerei por tão grave crime.
5: Mas eles responderam-lhe e disseram: Nós todos juramos
6: (e amarraram-se por mútuos juramentos), que nós não mudaremos nossa intenção mas executamos nosso empreendimento projetado.
7: Então eles juraram todos juntos, e todos se amarraram (ou uniram) por mútuo juramento. Todo seu número era duzentos, os quais descendiam de Ardis, o qual é o topo do monte Armon."
Os Santos Vigias foram depois enviados por Deus para castigar e tentar reorganizar o caos que os nephilim, filhos dos Grigori com as filhas dos homens, causaram na terra. Na verdade os Nephilins eram os filhos que nasceram da união entre os humanos e os anjos rebelados.
Segundo os livros de Enoque estes santos vigias eram liderados por Miguel. Entre os seus seis companheiros, todos eles Arcanjos, estava Rafael, Gabriel, Uriel e Sariel.
Estes são os nomes dos anjos Sentinelas: (Enoch 20:1)
Uriel, um dos santos anjos, o qual preside sobre o clamor e o terror.
Rafael, um dos santos anjos, o qual preside sobre os espíritos dos homens.
Raguel, um dos santos anjos, o qual inflige punição ao mundo e às luminárias.
Miguel, um dos santos anjos, o qual, presidindo sobre a virtude humana, comanda as ações.
Sarakiel, um dos santos anjos, o qual preside sobre os espíritos dos filhos dos homens que transgridem.
Gabriel, um dos santos anjos, o qual preside sobre Ikisat, (serpente) sobre o paraíso e sobre o querubim.
Alguns destes santos vigias são mencionados varias vezes na Bíblia e em outros livros de Enoque e Jubileus.
Na Bíblia alguns desses anjos são chamados de os sete anjos do apocalipse (Apocalipse) ou simplesmente vigias (Jeremias 31:6  |  Daniel 4:17  |  Miqueias 7:14)*
Segundo o autor Ars Aurora em seu livro "O livro dos Sentinelas de Enoque: YHVH, Annunaki e a origem dos anjos caídos e da civilização humana" A origem dos Sentinelas ou Vigias de Enoque não provêm de origens Judaicas/Cristãs. E sim baseada em contos e tabuletas sumerianas mal traduzidas intencionalmente para engrandecer a falsa crença populacional de bem contra o mal.
"De acordo com Jonathan Ben-Dov, da Universidade de Haifa, em Israel, o mito dos Sentinelas ou Vigias começou no Líbano quando escritores de Aramaico tentaram interpretar as tabuletas sumerianas sem entender a escrita acádia, o que gerou todas as falsas histórias e criações deturpadas desses espíritos."
O livro apresenta ao todo vinte e um Sentinelas. Sendo o único e verdadeiro Sentinela de Enoque do qual o livro foi baseado foi Shamgaz. Do qual em essência. Não é um anjo caído e não faz parte da cultura Judaica. E sim um Anunnaki descrito na obra de Zecharia Sitchin "O livro perdido de Enki" como um daqueles que se rebelaram no início dos tempos contra o trabalho escravo contra Enki e Enlil.
Segundo Ars Aurora, nenhum dos Sentinelas de Enoque são anjos caídos. Apenas espíritos demonizados pela igreja e pelos poderes do claro. A adulteração constante dos manuscritos criou falsas realidades acerca destes espíritos. Alguns são Arcanjos da igreja Ortodoxa, outros são Deuses Anunnakis das crenças sumerianas. Outros são nomes mal traduzidos de pessoas e locais.
Os Sentinelas apresentados são:
Shamgaz, Anunnaki e líder da rebelião contra os senhores Enki e Enlil.
Arakiel, anjo da Terra que trabalha nas correções do passado e patrulha da esfera planetária contra invasores.
Ramiel, anjo dos trovões que traz as mudanças drásticas e purificações energéticas.
Kokabiel, anjo das estrelas cuja força é cósmica. Atua no movimento estelar e na criação de novos sistemas planetários. Assim como na harmonização dos aspectos da vida de todas as pessoas que recorrem a ela.
Tamiel, anjo das revelações, ocultamentos e segredos. Também conhecida como Kasdeja. Onde foi erroneamente agredida moralmente ao dizerem que a mesma(o) realizada golpes de abordos e da morte.
Daniel, um dos 72 anjos cabalísticos ou da shemhamforash. Atua em casos de justiça e prosperidade.
Ezequiel, falsamente correlacionado aos aspectos meteorológicos segundo Ars Aurora. Atua no raio branco e violeta. Trazendo a paz, tranquilidade e superação das tormentas terrenas.
Barakiel, Arcanjo dos relâmpagos. Segundo Ars, é um dos Arcanjos mais desconhecidos que, porém, detêm uma das mais grandiosas forças. Atua em pedidos de guerra, proteção, limpeza e força em todos os sentidos. Também é regente de incontáveis exércitos celestiais segundo Ars. Aparece frequentemente no livro "Os anjos dos 7 firmamentos celestes".
Azazel, segundo Ars Aurora:
"A origem do nome Azazel, como explicado anteriormente, se baseia num ritual descrito em Levítico 16, onde dois bodes machos eram sacrificados, um para Yahweh e outro para Azazel, sendo Azazel não um espírito, Deus ou entidade, e sim o nome de um monte no deserto. Uma tradição judia chamada de Baraita, aparentemente interpretando azazel como az (bruto, áspero) + el (de Deus), entende que se refere ao penhasco acidentado e áspero da montanha de onde o bode era lançado. O estudioso Gesenius também pensou que o termo se referia ao penhasco ou monte, e emendou o nome para עזלזל. Nesse período já exista uma crença que Azazel era um demônio."
Azazel segundo o autor, atua em forças de limpeza espiritual, proteção e cura de doenças.
Armoni, anjo do desfazer. Atua sobre conhecimentos místicos, manifestação de pedidos, manipulação das energias e sua especialidade, desfazer trabalhos mágicos.
Matariel, Arcanjo/Anjo que é regente das chuvas e dos aspectos meteorológicos. Guardião da fonte da vida e provedor das chuvas abundantes sobre a Terra.
Ananel, anjo marítimo serpentino que atua sobre as tempestades, caminhos difícies e dificuldades dos praticantes do mal. Traz elucidação, livramento de tempestades e guiamento nas jornadas a se seguir.
Shamash/Utu, Deus Anunnaki do qual o anjo Shamsiel foi baseado. Deus do sol, da luz, e destruidor de demônios e forças malignas.
Satariel, segundo Ars, é um dos anjos que teve sua atuação mais ocultada pela humanidade. É tanto regente da qlipoth que leva seu nome, como um anjo manipulador das energias da Terra. Aparece frequentemente no livro  "Os anjos dos 7 firmamentos celestes" e em "Sepher Há-Razim", como um anjo de amor e justiça.
Turiel, anjo regente das guerras, autoridades e aspectos ligados a Terra. Provê prosperidade, força e destruição de inimigos.
Yomiel, cujo nome significa "Dia de Deus". Segundo Ars, Yomiel é na realidade uma Anunnaki filha de Enki. Nascida nos planos espirituais. De beleza estonteante. Atua sobre tudo aquilo que retira a paz de uma pessoa. Assim como também um anjo/Anunnaki do amor, sedução, sexo e atração.
Sariel, Arcanjo guerreiro. Rege as batalhas, o fogo, a proteção e a vitória sobre todas as coisas.
Bezaliel, um nome mal traduzido que remetia ao construtor da Arca da Aliança. Ars Aurora adverte os leitores que existem legiões de espíritos negativos que atuam sobre este suposto nome. E que os praticantes devem tomar cuidado para contatar as verdadeiras forças de Bezaliel. Atua sobre o descanso, sombras e regeneração.
Gadriel, segundo Ars Aurora:
"Gadreel, Gadrael ou Gadriel, às vezes conhecido como “muro/muralha de Deus”, é um dos anjos descritos no Livro de Enoque como o que ensinou à humanidade os golpes da morte, ele também aparece no Sepher Há-Razim, no sétimo acampamento celeste, que estão a cargo do reino dos sonhos.
Bem longe de ser um espírito nefasto e pecaminoso, Gadriel é um extremamente justo, honroso e bondoso. Se pode perceber claramente sua energia nos contatos espirituais, às vezes mais forte sendo voltada para as batalhas, e às vezes mais suave, trazendo conforto, força, superação e vitória sobre todas as dificuldades terrenas e espirituais."
Tashmetum, também conhecida como Penemue. Deusa Anunnaki da sabedoria, preces e do amor.
Jehudiel, Arcanjo/Anjo demonizado. Aparece em igrejas ortodoxas como um Arcanjo guia das almas humanas ao paraíso. Rege os caminhos, trabalho, perdão, e iluminação.

1. 1 2 3 4  Aurora, Ars'. O livro dos Sentinelas de Enoque: YHVH, Annunaki e a origem dos anjos caídos e da civilização humana. [S.l.: s.n.]
2. ↑  Sitchin, Zecharia. O livro perdido de Enki. [S.l.: s.n.]